# Mecánica de la fractura
La mecánica de fractura es una rama de la mecánica de sólidos deformables ocupada del estudio de la estabilidad estructural de materiales, considerando la formación y propagación de grietas o defectos en materiales y analizando condiciones tensionales con la concentración de tensiones debida a dichos defectos.
Utiliza métodos analíticos derivados de otras ramas de la mecánica y la ciencia de materiales para estudiar los mecanismos de formación y propagación de defectos, y métodos experimentales relativos a la mecánica de sólidos para determinar las resistencias relativas del material a la fractura.
La mecánica de fractura permite mejorar el diseño de productos, así como procesos de fabricación e inspección para controlar la propagación de defectos que podrían llevar al fallo de sus componentes, pero sin la necesidad de usar coeficientes de seguridad injustificados. Aplica las teorías de elasticidad y plasticidad, a los defectos cristalográficos microscópicos de los materiales para predecir la fractura macroscópica mecánica en los cuerpos. La fractografía es altamente utilizada en la mecánica de fractura para entender las causas de falla y verifica las predicciones teóricas identificando las fallas reales.

## Historia

### Relación energética de Griffith

Se puede observar cómo las líneas se juntan en los vértices de la grieta, donde hay concentración de tensiones.

La Mecánica de la Fractura empezó a desarrollarse durante la Primera Guerra Mundial por el ingeniero aeronáutico inglés Alan Arnold Griffith para explicar el fallo de materiales frágiles. El trabajo de Griffith estaba motivado por dos hechos aparentemente contradictorios:
- La tensión necesaria para la fractura del vidrio es aproximadamente de 100 MPa.
- La tensión teórica para romper los enlaces atómicos del vidrio era aproximadamente de 10 000 MPa.

Era necesaria una teoría que reconciliara estos dos hechos contradictorios. Además los experimentos en fibras de vidrio, que el mismo Griffith realizó, demostraron que la tensión de rotura aumentaba cuando el diámetro de la fibra era menor. Por lo tanto la resistencia a tensión uniaxial, que se había usado extensamente para predecir la rotura del material, no podía ser una propiedad independiente del material. Griffith sugirió que la baja resistencia a la fractura observada en los experimentos, al igual que la dependiente del tamaño, era debida a la presencia de pequeñas roturas microscópicas en la masa del material.
Para comprobar la hipótesis de la fractura, Griffith introdujo una fractura artificial en las probetas experimentales. Dicha fractura era mucho mayor que otras fracturas en la probeta. Los experimentos demostraron que el producto de la raíz de la semilongitud de la grieta ({\displaystyle a}) y la tensión en la grieta ({\displaystyle \sigma _{f}}) era aproximadamente constante, es decir:
{\displaystyle \sigma _{f}{\sqrt {a}}\approx C~.}
Una explicación a esta relación en términos de la teoría de elasticidad lineal podía ser problemática. La elasticidad lineal predice que la tensión, e indirectamente la deformación, en el vértice de la grieta para un material elástico es infinita. Para poder afrontar el problema, Griffith desarrolló una aproximación termodinámica para explicar la relación que él observó.
El crecimiento de una grieta requiere la creación de dos nuevas superficies lo que implica un incremento en la energía superficial. Griffith encontró una expresión de la constante {\displaystyle C} en términos de energía superficial de la grieta mediante resolución del problema elástico de una grieta finita en una placa elástica. Con la aproximación se consigue:
- Calcular la energía potencial almacenada en una muestra perfecta sometida a tensión uniaxial.
- Fijar el límite en el cual la carga aplicada no trabaja y empieza a abrir la grieta de la muestra. La grieta relaja la tensión, y por tanto reduce la energía elástica cerca de las caras de fractura. Por otro lado, la fractura incrementa la energía superficial total de la muestra.
- Finalmente calcular el intercambio de energía libre (energía superficial - energía elástica) en función de la longitud de la fractura.

El fallo ocurre cuando la energía libre alcanza un valor pico en la longitud de grieta crítica, si se supera la energía libre decrece por el incremento de la longitud de la grieta, por ejemplo, causando la fractura. Griffith usó este procedimiento para encontrar que:
{\displaystyle C={\sqrt {\cfrac {2E\gamma }{\pi }}}}
donde {\displaystyle E} es el módulo de Young del material y {\displaystyle \gamma } es la densidad de energía superficial del material. Asumiendo {\displaystyle E=62} GPa y {\displaystyle \gamma =1} J/m² nos da un resultado de acuerdo con la tensión de fractura supuesta por Griffith para sus experimentos con vidrio.

### Modificación de Irwin a la relación energética de Griffith

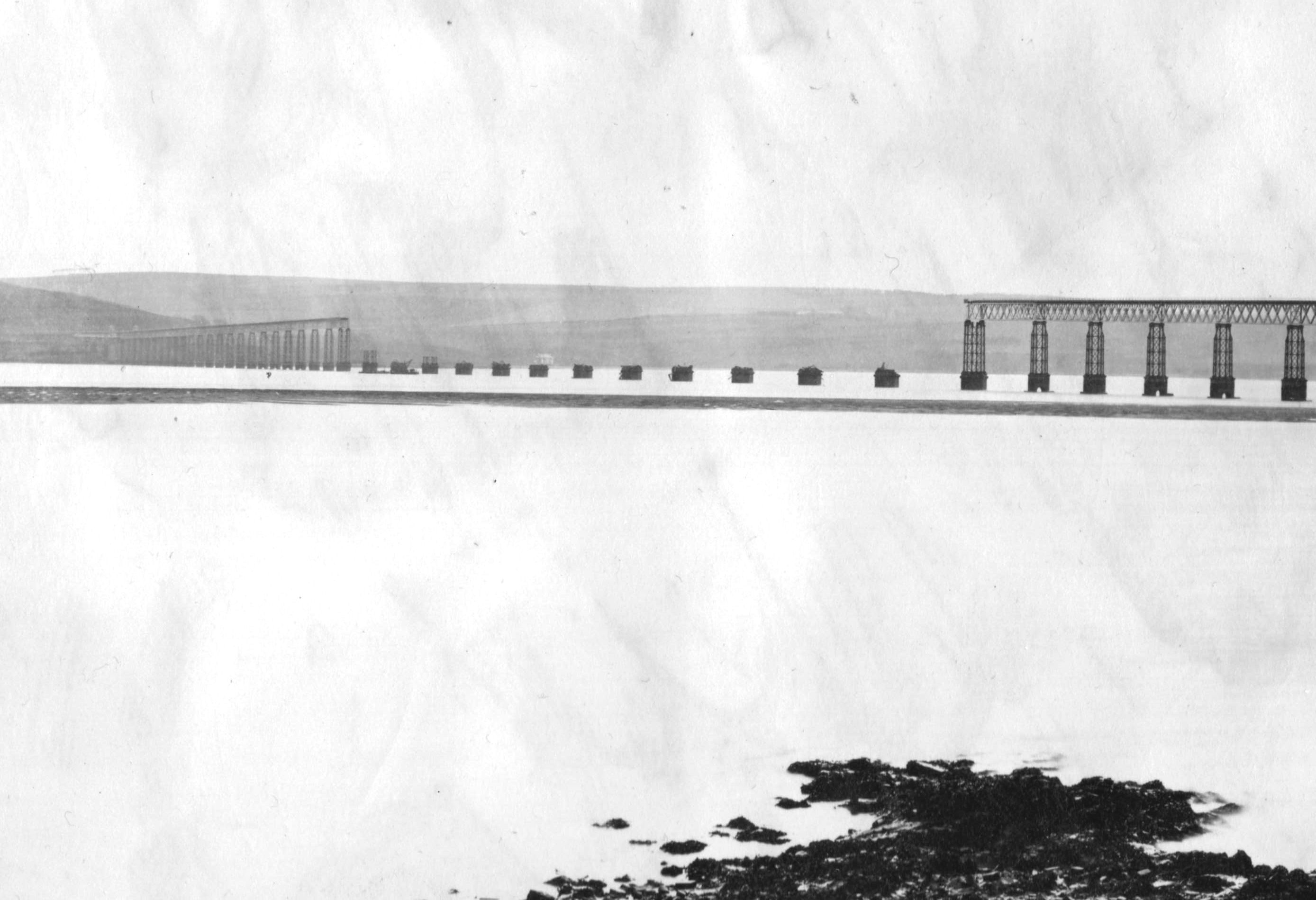
Caída del puente Tay Bridge.

El trabajo de Griffith fue ignorado durante mucho tiempo por la comunidad de ingenieros hasta los años 1950. Las razones para que ocurriera esto pueden ser: uno, que para los materiales estructurales actuales el nivel de energía necesaria para causar la fractura es de un orden mucho mayor que el correspondiente a la energía superficial y dos en los materiales estructurales siempre existen deformaciones inelásticas alrededor del frente de la grieta que hacían que la hipótesis de un medio elástico con tensiones en el infinito aplicadas sobre la fractura fuera muy poco realista. F. Erdogan (2000)

La teoría de Griffith da una excelente aproximación para los resultados experimentales de materiales frágiles tales como los materiales cerámicos, que son casi perfectamente elásticos, con apenas deformación plástica antes de la rotura. Sin embargo, en los materiales dúctiles como el acero, se produce deformación plástica en los extremos de las grietas, que dan lugar a que disminuyan las tensiones antes de que se rompan los enlaces, por lo cual para estos materiales la energía superficial ({\displaystyle \gamma }) calculada con la teoría de Griffith es demasiado alta y poco realista.
En 1957, un grupo bajo la guía de George Rankine Irwin en el U.S. Naval Research Laboratory, durante la Segunda Guerra Mundial, descubrió que la plasticidad tiene un papel importante en la fractura de materiales dúctiles.
En materiales dúctiles e incluso en materiales que parecen frágiles, en el extremo de toda fisura se desarrolla una zona de plastificación. Cuando la carga aplicada aumenta, la zona plástica crece en tamaño hasta que la fisura progresa descargándose el material a ambos lados de la fisura ya progresada. El ciclo de carga y descarga cerca de la fisura comporta una disipación de energía en forma de calor y plastificación. Eso hace necesario añadir un término disipativo al balance de energía propuesto por Griffith para materiales frágiles. En términos físicos, se puede decir que hacer crecer una fisura o grieta en un material dúctil requiere más energía adicional que la requerida en los materiales frágiles. El esquema teórico de G. R. Irwin divide la energía en dos partes:
- la energía elástica almacenada que se libera en cuanto la fisura atraviesa la región donde está almacenada. Ese proceso termodinámico de liberación guía el proceso de fractura.
- La energía dispada que incluye la disipación plástica, la energía superficial y otras formas de disipación que puedan presentarse. La energía de disipación comporta una resistencia termodinámica a la fractura. Entonces la energía total disipada es {\displaystyle G=2\gamma +G_{p}} donde {\displaystyle \gamma } es la energía superficial y {\displaystyle G_{p}} es la energía de disipación plástica (o simplemente disipación, según el autor)por unidad de área en el crecimiento de la fisura.

La versión modificada del criterio de energía de Griffith puede escribirse como:
{\displaystyle \sigma _{f}{\sqrt {a}}={\sqrt {\cfrac {E~G}{\pi }}}~.}
Para materiales frágiles como el cristal o la cerámica, el término de energía superficial es dominante y {\displaystyle G\approx 2\gamma =2} J/m². Para materiales dúctiles como el acero, la disipación plástica es el término dominante y {\displaystyle G\approx G_{p}=1000} J/m². Para polímeros cercanos a la temperatura de transición vítrea, tenemos valores intermedios de {\displaystyle G\approx 2-1000} J/m².

### Factor de concentración de esfuerzos
Otro aporte significativo de Irwin y sus compañeros fue encontrar un método de cálculo de la cantidad de energía disponible para romper en términos de tensiones asintóticas y campos de desplazamiento alrededor del frente de fractura en el sólido elástico lineal. Esta expresión asintótica para un campo de tensiones es:
{\displaystyle \sigma _{ij}\approx \left({\cfrac {K}{\sqrt {2\pi r}}}\right)~f_{ij}(\theta )}
donde {\displaystyle \sigma _{ij}} son las tensiones de Cauchy, {\displaystyle r} es la distancia al vértice de fractura, {\displaystyle \theta } es el ángulo con respecto al plano de la grieta, y {\displaystyle f_{ij}} son funciones que son dependientes de la geometría de la grieta y las condiciones de carga. Irwin llamó a la cantidad {\displaystyle K} el factor de concentración de tensiones, también llamado FIT. Las unidades en las que se expresa este factor serían {\displaystyle {\text{Pa-}}{\sqrt {\text{m}}}}.

### Tasa de liberación de energía de deformación
G. R. Irwin fue el primero en notar que si el tamaño de la zona plastificada alrededor de una fisura o grieta era pequeña comparada con el tamaño de la propia fisura, la energía requerida para que la fisura crezca no es criticamente dependiente del estado de tensiones del extremo de la fisura. En otras palabras, una cálculo puramente elástica sería suficiente para calcular la cantidad de energía disponible por fractura. El ritmo o tasa de liberación de energía para el crecimiento de la fisura puede ser calculado como la variación en la deformación elástica por unidad de área de la fisura, es decir,

{\displaystyle G:=-\left[{\cfrac {\partial U}{\partial a}}\right]_{P}=-\left[{\cfrac {\partial U}{\partial a}}\right]_{u}}

donde {\displaystyle U} es la energía elástica del sistema y {\displaystyle a} es la longitud de la fisura. Tanto la carga {\displaystyle P} como el desplazamiento {\displaystyle u} pueden mantenerse constantes al evaluar esta magnitud.
Irwin demostró que para el modo I de fractura la tasa de liberación de energía elástica y el factor de concentración de tensiones están relacionados mediante:

{\displaystyle G=G_{I}={\begin{cases}{\cfrac {K_{I}^{2}}{E}}&{\text{tension plana}}\\{\cfrac {(1-\nu ^{2})K_{I}^{2}}{E}}&{\text{deformacion plana}}\end{cases}}}

donde {\displaystyle E} es el Módulo de Young, {\displaystyle \nu } es el Coeficiente de Poisson, y {\displaystyle K_{I}} es el factor de intensidad de tensiones en la fractura  Modalidad I. Irwin también mostró que la energía de deformación y la tasa de liberación de una grieta plana en un cuerpo elástico lineal se puede expresar en términos de la fractura en modo I (apertura), modo II (cizallado) y modo III (rasgado).
A continuación, Irwin adoptó el supuesto adicional de que el tamaño y la forma de la zona de disipación de energía se mantiene aproximadamente constante durante la fractura frágil. Esta hipótesis sugiere que la energía necesaria para crear una unidad de superficie de fractura es una constante que sólo depende del material. A este valor se le llama resistencia a la fractura y ahora es aceptado universalmente como una propiedad del material en la definición mecánica de la fractura lineal elástica.

### Las limitaciones de la mecánica de fractura lineal elástica

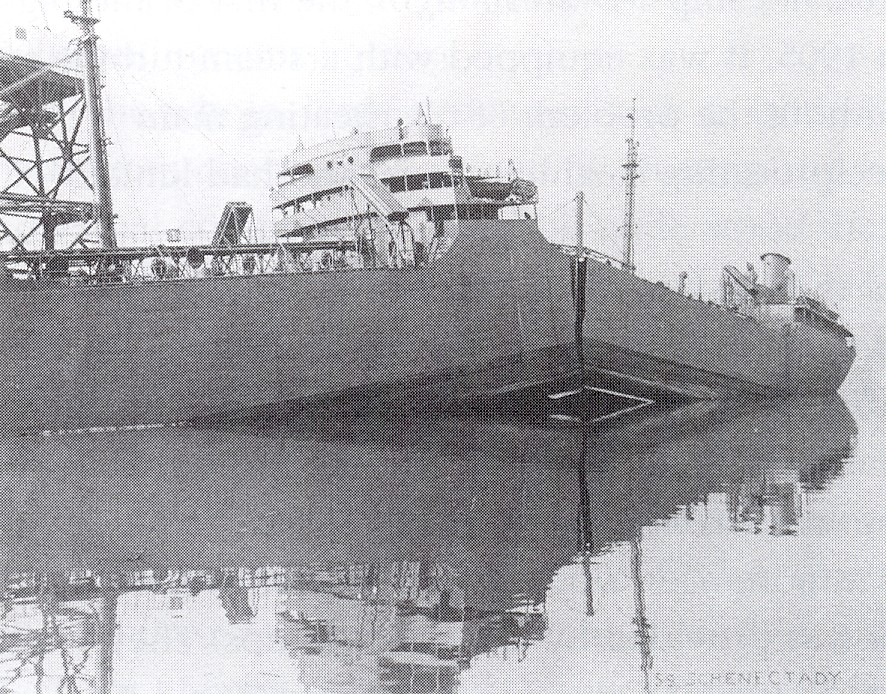
Fotografía del S.S. Schenectady destrozado por una rotura frágil. El estudio de la mecánica de la fractura ayuda a evitar estas situaciones.

Pero surgió un problema para los investigadores de Laboratorio Nacional de Referencia ya que los materiales navales, como por ejemplo, la placa de acero de un buque, no son perfectamente elásticas, ya que sufren importantes deformaciones plásticas en la punta de una grieta. Un supuesto básico en la teoría de Irwin de la mecánica de la fractura elástica es que el tamaño de la zona plástica es pequeña en comparación con la longitud de la grieta. Sin embargo, esta hipótesis es bastante restrictiva para ciertos tipos de fracturas en los aceros estructurales, aunque estos aceros pueden ser propensos a la rotura frágil, lo que ha llevado a una serie de fallos catastróficos.
La mecánica elástico-lineal es de uso práctico limitado para aceros estructurales por otra razón más práctica. Las pruebas de resistencia a la fractura son muy caras y los ingenieros creen que la información suficiente para la selección de los aceros se pueden obtener de la más simple y barato por la prueba de Charpy.[cita requerida].
Goo John McGuinness

## Mecánica de la fractura Elástico-plástico
La mayoría de los materiales usados en ingeniería muestran un comportamiento no lineal e inelástico en condiciones de funcionamiento que implican grandes cargas. En dichos materiales, las suposiciones que se hacen en la mecánica de la fractura lineal elástica pueden no cumplirse, es decir:
- La zona plástica en un extremo de la fisura puede tener un tamaño del mismo orden de magnitud que el tamaño de grieta.
- El tamaño y la forma de la zona plástica puede cambiar a medida que la carga aplicada aumenta y también a medida que crece la longitud de la grieta.

Por lo tanto se necesita utilizar una teoría más general de crecimiento de la grieta en materiales con comportamiento elastoplástico que pueda tener en cuenta:
- Las condiciones locales para el crecimiento de la grieta inicial, que incluyen la nucleación, crecimiento y coalescencia de huecos (decohesión) en un extremo de la grieta.
- Un criterio global de balance de energía aplicable al continuo crecimiento de la grieta y la fractura inestable.

### Curva R
Un primer acercamiento en la dirección de la mecánica de fractura elasto-plástica fue la explicación de Irwin denominada curva de resistencia de extensión de la fisura o Curva R. Esta curva representa el hecho de que la resistencia a la fractura aumenta con el tamaño de grieta en materiales elasto-plástico. La curva R es un gráfico de la tasa de disipación de energía total en función del tamaño de la grieta y se puede utilizar para examinar los procesos de crecimiento lentos de grietas estables y fractura inestable. Sin embargo, la curva R no fue ampliamente utilizado en aplicaciones hasta la década de 1970. Las principales razones parecen ser que la curva R depende de la geometría de la muestra, y que la fuerza aplicada de rotura puede ser difícil de calcular.

### Integral J
A mediados de la década de 1960  J. R. Rice (entonces en la Universidad de Brown) y G.P. Cherepanov desarrollaron de manera independiente una nueva medida de la dureza para describir el caso en el que hay suficiente deformación en la punta de la fractura de forma que la pieza ya no obedece a la aproximación lineal-elástico. Se designa J integralal análisis de Rice que supone deformación no lineal elástico (o deformación plástica monótona) por delante de la punta de la grieta. Este análisis se limita a situaciones en las que la deformación plástica en la punta de la grieta no se extiende hasta el borde más alejado de la parte de carga. También exige que el supuesto comportamiento no lineal de elasticidad del material es una aproximación razonable en la forma y la magnitud de la respuesta de carga del material real. El parámetro de fallo elástico-plástico es designado J  Ic  y que convencionalmente se convierte en K  Ic  mediante la ecuación (3.1) del Apéndice de este artículo. También tenga en cuenta que el enfoque integral J se reduce a la teoría de Griffith para el comportamiento elástico-lineal.

## Mecánica de la fractura con comportamiento completamente plástico
Si la aleación es tan dura que la región producida delante de la grieta se extiende hasta el borde de la muestra antes de la fractura, la grieta ya no actúa como un concentrador eficaz de la tensión. Por el contrario, la presencia de la grieta sólo sirve para reducir el área efectiva donde se reparte la carga. En este régimen la tensión de rotura que convencionalmente se supone que es el promedio de los rendimientos y resistencia a la rotura de la aleación.

## Aplicaciones en ingeniería
Los conocimientos en Mecánica de la Fractura son necesarios para predecir los siguientes problemas:
- Cargas aplicadas.
- Tensiones residuales.
- Tamaño y forma de piezas estructurales.
- Tamaño, forma, localización y orientación de las posibles fracturas.

Generalmente no toda la información está disponible y las hipótesis conservativas no son reales en muchos casos.
A veces se puede realizar un análisis post-mortem. En la ausencia de sobrecarga se puede buscar si ha habido insuficiente tenacidad en el material (KIc) o una fisura excesiva no detectada durante la inspección.

## Breve resumen
En la actualidad los nuevos métodos de producción han dado lugar a investigaciones en fracturas superficiales e internas, especialmente en metales. No todas las fracturas son inestables bajo determinadas condiciones de servicio. La mecánica de la fractura es el análisis que intenta descubrir cuáles de esas fallas son seguras (es decir, que no crecerán) y cuál es el nivel de servicio máximo que le podemos exigir a la estructura. El estudio de las fracturas es una ciencia relativamente nueva, en comparación con otras ciencias, pero tiene una alta demanda por los ingenieros que buscan que no haya fallos por rotura, que suelen ser los más llamativos para el público en general.

## Apéndice: relaciones matemáticas

Gráfica de la energía de ruptura del acero.

### La teoría de fractura de Griffith: Coeficiente de energía de almacenamiento G
Para el caso simple de una placa rectangular con una grieta perpendicular cargada la teoría de Griffith nos dice que:
{\displaystyle G={\frac {\pi \sigma ^{2}a}{E}}\,}                 (1.1)
donde {\displaystyle G} es el coeficiente de energía almacenada, {\displaystyle \sigma } es la tensión aplicada, {\displaystyle a} es la mitad de la longitud de la grieta, y {\displaystyle E} es el Módulo de Young. El coeficiente de energía de almacenamiento puede entenderse como: el ratio de la energía que es absorbida para el desarrollo de la grieta..
Sin embargo también podemos tener que ES:
{\displaystyle G_{c}={\frac {\pi \sigma _{f}^{2}a}{E}}\,}                 (1.2)
Si {\displaystyle G} ≥ {\displaystyle G_{c}}, entonces la grieta empezará a propagarse.

### Teoría de Griffith modificada por Irwin: la tenacidad de fractura

La tenacidad es variable con el espesor de la probeta a medir, ya que a mayor espesor se tiende a trabajar con deformación plana en el centro.

Así apareció una nueva modificación a la teoría de sólidos de Griffith apareciendo un término llamado intensidad de tensiones que reemplazó a la tasa de liberación de energía y la tenacidad de fractura reemplazo la energía de rotura superficial. Ambos términos simplificaron los términos de energía usados por Griffith:
{\displaystyle K_{I}=\sigma {\sqrt {\pi a}}\,}                 (2.1)
{\displaystyle K_{c}={\sqrt {EG_{c}}}\,} (para tensión plana)                 (2.2)
{\displaystyle K_{c}={\sqrt {\frac {EG_{c}}{1-\nu ^{2}}}}\,} (para deformación plana)                 (2.3)
dondeKI es la intensidad de tensiones, Kc la tenacidad a la fractura que sería el máximo a alcanzar para llegar a rotura, y {\displaystyle \nu } es el coeficiente de Poisson. Es importante señalar que Kc tiene distintos valores según estemos midiendo en tensión plana y deformación plana. Si tenemos una placa agrietada la tensión plana se producirá en la superficie de la placa donde esté la grieta mientras que en el centro del espesor tendremos deformación plana si el espesor es lo suficientemente grande.
La fractura ocurre cuando {\displaystyle K_{I}\geq K_{c}}. Para el caso especial de deformación plana, {\displaystyle K_{c}} se convierte en {\displaystyle K_{Ic}} y es considerado una propiedad del material. El subíndice "I" surge de que existan distintos modos de fractura además del I, estos son:

Los tres modos de factura con los ejes de referencia y las tensiones respecto a las caras de la grietas.

- Fractura Modo I – Modo de apertura (Se produce un esfuerzo tensional perpendicular a la grieta)
- Fractura Modo II – Modo de cizallamiento (Esfuerzos tangenciales actúan paralelos a las caras en la grieta pero en direcciones opuestas)
- Fractura Modo III – Modo de rasgado (Esfuerzos tangenciales que actúan paralelos pero perpendiculares a la cara de la placa y opuestos entre sí)

Debemos percatarnos que la expresión {\displaystyle K_{I}} de la ecuación 2.1 será distinta según la geometría. Por ello es necesario introducir un coeficiente adimensional, denominado Y, que caracterizará la geometría de la pieza a estudio. Así tendríamos:
{\displaystyle K_{I}=Y\sigma {\sqrt {\pi a}}\,}                 (2.4)
donde Y es una función que depende de la longitud y el ancho de la fractura en una lámina dada por:
{\displaystyle Y\left({\frac {a}{W}}\right)={\sqrt {\sec \left({\frac {\pi a}{W}}\right)}}\,}                 (2.5)
para una lámina de grosor finito W (W de width en inglés, ancho) conteniendo una grieta de longitud 2a, o
{\displaystyle Y\left({\frac {a}{W}}\right)=1.12-{\frac {0.41}{\sqrt {\pi }}}{\frac {a}{W}}+{\frac {18.7}{\sqrt {\pi }}}\left({\frac {a}{W}}\right)^{2}-\cdots \,}                 (2.6)
para una lámina de grosor finito W que contiene una grieta de longitud a.

### Teoría mecánica de la fractura elasto-plástica
Desde que los ingenieros comenzaron a usar KIc para caracterizar la dureza de la fractura, una relación ha sido usada para reducir JIc a esto:
{\displaystyle K_{Ic}={\sqrt {E^{*}J_{Ic}}}\,}          donde {\displaystyle E^{*}=E} para tensión plana y {\displaystyle E^{*}={\frac {E}{1-\nu ^{2}}}} para deformación plana          (3.1)
La forma de obtener la fórmula no se incluye aquí, por lo que se recomienda buscarlo en páginas externas.